# Daniel Helsingius
Daniel Helsingius, född 1717 i Finland, död 12 augusti 1774 i Stockholms skärgård, var en finlandssvensk skriftställare.
Helsingius blev student vid Kungliga Akademien i Åbo 1732 och vid Uppsala universitet 1734. Han avlade filosofie kandidatexamen, tjänstgjorde som notarie i borgrätten i Stockholm och befordrades vid 1760-1762 års riksdag till kunglig bibliotekarie på Antikvitetsarkivets stat med kunglig sekreterares fullmakt. 
Han gjorde sig dock mest känd som författare av politiska och polemiska skrifter i mösspartiets tjänst samt som medarbetare i "Dagligt Allehanda". Helsingius, som utvecklade sin stil efter de klassiska författarna, var en stor språkkonstnär. Hans skrifter överflödar av satirisk skärpa, men utmärks även av personliga smädelser och en hänsynslöshet utan like.